# Бургерите на Боб
Бургерите на Боб (на английски: Bob's Burgers) е американски анимационен ситком, по идея на Лорен Баушард. Сериалът проследява живота на семейство Белчър – родителите Боб и Линда и децата им Тина, Джин и Луис – които управляват ресторант за хамбургери.
От премиерата си на 9 януари 2011 г., сериалът е излъчил 218 епизода. Мненията за първи сезон са спорни, но тези за останалите – са предимно позитивни. Премиерата на сериала, „Човешка плът“, е гледана от над 9,38 милиона зрители. През 2013 г., повторения на петте сезона се излъчват по Cartoon Network.
На 8 януари 2015 г., Fox обяви, че възобновява сериала за нов шести сезон с 22 епизода.

## Сюжет
Сериалът проследява живота на семейство Белчър – родителите Боб и Линда и децата им Тина, Джин и Луис – които управляват ресторант за хамбургери на Оушън Авеню в неназован град на брега на морето (познат като Сеймур Бей сред феновете на сериала).
„Бургерите на Боб“ е западащо заведение, което разчита на местоположението си – главна улица с трафик от увеселителния парк „Уъндър Уарф“ на края на Оушън Авеню. Негов собственик е ексцентричният милионер Калвин Фишъдър, който притежава и други сгради в града. Ресторантът се намира в двуетажна сграда, между погребален дом и апартамент под наем. Семейство Белчър живеят в апартамента точно над ресторанта. И двете локации са собственост на Фишъдър.
Успехът не идва лесно. Ресторантът изгаря още в първите епизоди на сериала. Освен това, става жертва на зараза с паразити и уличен стълб, който пада директно в закусвалнята. Боб се състезава с други ресторанти в квартала. Най-големият му съперник е пицарията „Джими Песто“. Но въпреки всичко това, заведението има малка, но верна група от редовни клиенти – Морт, собственик на погребалния дом, и Теди, местен майстор.

## Продукция
Създателят Лорен Баушард споделя, че идеята за сериала идва от канала Fox, който излъчва предимно сериали за семейства, и негово лично вдъхновение да създаде комедия на работно място.

### Оригинална концепция
За да убеди Fox да продуцира шоуто, екипът създава груба визия на идеята си. Джей Хауел създава кратка тест-анимация, в която Боб забравя за годишнината си с Линда. Компанията харесва идеята и след малко промени, сюжетът на тест-анимацията се използва за премиерния епизод на сериала. Промените включват:
- По-професионална анимация
- Носовете на героите са по-къси
- Вместо потник, Боб носи тениска
- Най-голямото дете в семейството е момиче, Тина, вместо момче, Даниел; въпреки това, няма промени в репликите и озвучителят е същият, дори след промяната на пола
- Анимацията в интрото е по-бърза
- Добавени са нови сцени, които удължават времетраенето на епизода; от 13 минути и половина на 21 минути и половина

Оригиналната тест-анимация е включена в DVD изданието на първи сезон, издадено през април 2012 г.

### Разработка
„Бургерите на Боб“ се появява на дъската с предстоящи продуции на Fox Broadcasting през август 2009 г. На 1 декември, компанията поръчва 13 епизода за първия сезон на сериала. През май 2010 г., екипът на Fox решава да излъчи сериала в праймтайма на сезон 2010 – 2011. Ексклузивна кратка част от премиерния епизод е излъчена на Деня на благодарността през ноември 2010 г.

## Белези

### Интро
Интрото (или началните надписи) на сериала започват с бургер, след което се появяват и семейство Белчър, заедно с техния ресторант с табела „Голямо откриване“. След това, заведението бива унищожавано няколко пъти от различни инциденти (пожар, епидемия и падане на стълб), като всеки път се завръща със знак „Голямо преоткриване“, „Голямо пре-преоткриване“ и т.н. Накрая, табелата на ресторанта с логото „Бургерите на Боб“ бива приближена и епизодът започва.
От третия сезон, интрото претърпява малка промяна. Семейство Белчър позират различно, Джин се вижда, по време на инцидентите, а Луис маха и скача около него. Епизодите започват като сиренето от бургера, в ръката на Боб, бива приближено. Музиката също е променена.

### Финални надписи
Семейство Белчър работят в кухнята на ресторанта, докато финалните надписи се появяват на екрана.

### Специалитет на деня
Всеки епизод включва един или повече „Специалитет на деня“. Те биват изписвани на дъска зад касата в ресторанта. Името на бургера-специалитет, най-често, е игра на думи, която подсказва съставките.

## Епизоди

### Сезон 1 (2011)
1. „Човешка плът“
2. „Място за лазене“
3. „Свещена крава“
4. „Битка със секси танци“
5. „Хамбургери, вечеря, кино“
6. „Да, бе! Такси, Боб?“
7. „Легло и закуска“
8. „Влаченето е изкуство“
9. „Спагети от запада и кюфтета“
10. „Войни с бургери“
11. „Уикенд при Морт“
12. „Фестивал на омара“
13. „Торпедо“

### Сезон 2 (2012)
1. „Оригванията“
2. „Следобед с Боб“
3. „Синхронно плуване“
4. „Кралят на бургерите“
5. „Превоз на храна“
6. „Доктор Джав“
7. „Храна с настроение“
8. „Лоша Тина“
9. „Говеждоскуоч“

### Сезон 3 (2012 – 2013)
1. „Спокушно, шофьор!“
2. „Пълни барове“
3. „Боб уволнява децата“
4. „Бунт за вятъра“
5. „Неприлично предложение на Деня на благодарността“
6. „Задълбочаване“
7. „Тинанозавър Строшекс“
8. „Непоносимото подобие на Джин“
9. „Бог почива с манекени“
10. „Майка-дъщеря, лазер-острие“
11. „Плаж за нудисти“
12. „Училищните новини“
13. „Газирано гадже“
14. „Линдависима жена“
15. „В.Т. – Външна тоалетна“
16. „Топси“
17. „Две за Тина“
18. „Змиорско градче“
19. „Семеен скандал“
20. „Деца управляват ресторанта“
21. „Момчета засега“
22. „Карпе-музей“
23. „Неестественото“

### Сезон 4 (2013 – 2014)
1. „Реката срещу Боб“
2. „Защитена нощ“
3. „Морски самолет“
4. „Моят голям, дебел, гръцки Боб“
5. „Пуйка в консерва“
6. „Лилав дъждо-съюз“
7. „Боб и доставката“
8. „Коледа на колела“
9. „Сънено парти“
10. „Престо Тина-о“
11. „Рекламата“
12. „Палмови файлове“
13. „Мейзъл-Тина“
14. „Чичо Теди“
15. „Децата обират влак“
16. „Психи-шикозно!“
17. „Екваторнавтите“
18. „Амбъргрис“
19. „Децата бягат“
20. „С щипка Джин“
21. „Пристанищен кон (Как Боб спасява/унищожава града, част 1)“
22. „Втората пристанищна война (Как Боб спасява/унищожава града, част 2)“

### Сезон 5 (2014 – 2015)
1. „Работи усилено и умри, момиче!“
2. „Тина и истинският призрак“
3. „Приятели с бургер-димства“
4. „Клъв!“
5. „Най-добрият бургер“
6. „Бащата на Боб“
7. „Военен шпионин Тина“
8. „Среддневен маратон“
9. „Говорещият ездач“
10. „Късен следобед в градината на Боб и Луис“
11. „Не можеш да ме купиш, математико!“
12. „Кандидатът“
13. „Истории от Гейл“
14. „Малък лош татко“
15. „Приключения с чинчила“
16. „Клуб „Моден подиум“
17. „Комитетът“
18. „Яж, пръскай, Линда“
19. „Капан вкъщи“
20. „Ястреб и пиле“
21. „Игрите на Идър“

## Награди
| Година | Церемония                                     | Категория                                       | Резултат  |
| ------ | --------------------------------------------- | ----------------------------------------------- | --------- |
| 2011   | Награда „Избор на тийнейджърите“              | Най-добро анимационно шоу                       | Номиниран |
| 2012   | Награда на телевизионните критици             | Най-добър анимационен сериал                    | Номиниран |
| 2012   | Награда „Избор на тийнейджърите“              | Най-добро анимационно шоу                       | Номиниран |
| 2012   | Награда „Еми“ за праймтайм                    | Отличителна анимационна програма                | Номиниран |
| 2013   | Награда „Артиос“                              | Отличителен кастинг за телевизионна анимация    | Номиниран |
| 2013   | Награда „Ани“                                 | Най-добра публика на анимационна продукция      | Номиниран |
| 2013   | Награда „Избор на тийнейджърите“              | Най-добро анимационно шоу                       | Номиниран |
| 2013   | Награда „Еми“ за праймтайм                    | Отличителна анимационна програма                | Номиниран |
| 2014   | Награда „Ани“                                 | Най-добра публика на анимационна продукция      | Номиниран |
| 2014   | Награда на телевизионните критици             | Най-добър анимационен сериал                    | Номиниран |
| 2014   | Награда „Еми“ за праймтайм                    | Отличителна анимационна програма                | Спечелил  |
| 2015   | Награда „Избор на хората“                     | Любимо анимационно ТВ предаване                 | Номиниран |
| 2015   | Награда „Артиос“                              | Отличителен кастинг за телевизионна анимация    | Номиниран |
| 2015   | Награда „Ани“                                 | Най-добра публика на анимационна продукция      | Номиниран |
| 2015   | Награда „Ани“                                 | Отличително режисиране на анимационна продукция | Номиниран |
| 2015   | Награда на гилдията на американските писатели | Най-добър анимационен ТВ сценарий               | Номиниран |

## Рейтинг
| Сезон | Излъчване                                                                       | Епизоди | Премиера             | Премиера     | Финал          | Финал        | ТВ сезон    | Зрители         |
| Сезон | Излъчване                                                                       | Епизоди | Дата                 | Зрители      | Дата           | Зрители      | ТВ сезон    | Зрители         |
| ----- | ------------------------------------------------------------------------------- | ------- | -------------------- | ------------ | -------------- | ------------ | ----------- | --------------- |
| 1     | Неделя, 20:30ч.                                                                 | 13      | 9 януари 2011 г.     | 9,38 милиона | 22 май 2011 г. | 4,31 милиона | 2010 – 2011 | 5,07 милиона    |
| 2     | Неделя, 20:30ч.                                                                 | 9       | 11 март 2012 г.      | 4,04 милиона | 20 май 2012 г. | 3,57 милиона | 2011 – 2012 | 4,18 милиона    |
| 3     | Неделя, 20:30ч.                                                                 | 23      | 30 септември 2012 г. | 5,46 милиона | 12 май 2013 г. | 3,38 милиона | 2012 – 2013 | 4,45 милиона    |
| 4     | Неделя, 20:30ч. (Епизоди 1 – 11) Неделя, 19:00ч. (Епизоди 12 – 22)              | 22      | 29 септември 2013 г. | 4,48 милиона | 18 май 2014 г. | 1,95 милиона | 2013 – 2014 | 4,93 милиона    |
| 5     | Неделя, 19:30ч. (Епизоди 1 – 2, 13 – 18) Неделя, 21:30ч. Епизоди (3 – 12, 19 –) | 21      | 5 октомври 2014 г.   | 3,14 милиона | 17 май 2015 г. | 2,44 милиона | 2014 – 2015 | Няма информация |